# Pelbartus Ladislaus de Temesvar
Pelbartus Ladislaus de Temesvar (sau Temeswar) (n.1430 - d.1504) a fost un scriitor și predicator franciscan, născut în 1430 la Timișoara, în regatul lui Matei Corvin. În 1458 se înscrie la Universitatea din Cracovia, unde, pe la 1463, obține licența în teologie. Probabil în 1471 părăsește universitatea din Cracovia, având titlul de doctor. În 1483 este menționat în analele comunității franciscane de la Mănăstirea Sfântul Ioan din Buda, capitala lui Matei Corvin, pentru ca după 1483 scrierile sale să intre în atenția tipografilor europeni. Astfel, din 1498 datează prima ediție tipărită a predicilor sale, iar în 1503 apare o ediție tipărită a notelor sale de lectură. Moare în 1504, pe 9 ianuarie, la Buda, ca un autor și profesor distins. Post-mortem, în 1510, sunt consemnate versiuni manuscrise ale operelor sale, în limba maghiară.

## Opera
Opera sa constă în două tipuri de texte: predici (multe axate pe tema imaculatei concepții) și lecturi asupra Sentințelor lui Petrus Lombardus. Opera sa ultimă este o sinteză cu numele Aureum Sacrae Theologiae Rosarium – finalizată de elevul său (cartea a IV-a) Oswald de Lasko.

### Ediții
- Expositio Compendiosa et Familiaris Sensum Litteralem et Mysticum Complectens Libri Psalmorum, Hymnorum, Soliloquorum Regii Prophetae, item Expositio Canticorum V. et N. Testamenti, Symboli Athanasii, Hymni Universales Creaturae (a.o. Strassburg, 1487/ Hagenau, 1504 & 1513).
- Pomerium Sermonum de Tempore (s.l., 1489/Hagenau, 1498 & 1500). Există și alte ediții, probabil 12, între 1501 și 1520.
- Pomerium Sermonum de Sanctis (a.o. Hagenau, 1499 & 1500). Nu mai puțin de 11 ediții între 1501 și 1520.
- Pomerium Sermonum Quadragesimalium/Qauadragesimale Triplex (a.o Hagenau, 1499 & 1500). Încă nouă ediții înainte de 1520.
- Sermones (Nürnberg, 1483/s.l., 1486).
- Stellarium Coronae Mariae Virginis (a.o. Hagenau, Heinrich Gran & Johannes Rynman, 2 Maii, 1498/ Strassburg, 1496/Basel, Jacobus Wolff de Pforzheim, 1497-1500).
- Aureum Sacrae Theologiae Rosarium iuxta Quattuor Sententiarum Libros Pariformiter Quadripartitum (rosariul de aur al teologiei sacre, în 4 cărți) IV Vol. (Hagenau: Heinrich Gran, 1503-1508/Veneția, 1586 & 1589/ Brescia, 1590). Această lucrare, terminată de Oswald de Lasko, este o operă dogmatică de comentarii la textele scotiste. Ea urmează structura celor 4 cărți ale Sentințelor, conținând mai ales referințe la Duns Scotus, Bonaventura, Toma de Aquino, William de Vorrilon.